# Ligure
De Ligure is een internationale trein voor de verbinding Avignon - Milaan. De Ligure heeft zijn naam te danken aan de Italiaanse regio Ligurië waarvan Genua de hoofdstad is.

## Geschiedenis
De Ligure was een van de treinen die in 1957 bij de start van het TEE-net zou gaan rijden. Omdat de Italiaanse treinstellen echter te laat werden afgeleverd kon de dienst pas op 12 augustus 1957 van start gaan. Hiermee was de Ligure de eerste Italiaanse TEE.
De trein had een Italiaanse eigenaardigheid, bij het kopmaken en dus veranderen van de rijrichting in Genua werden ook de treinnummers veranderd hoewel het dezelfde trein was. Op 30 september 1973 kwam de TEE Cycnus op dezelfde route maar met een bijna spiegelbeeldige dienstregeling als binnenlandse Italiaanse TEE in dienst. Hierdoor was er tussen Milaan en Ventimiglia zowel een ochtend als avond TEE beschikbaar. Iets ten noorden van Genua kwam de TEE Ligure z'n binnenlandse tegenligger tegen.

## Trans Europ Express
De TEE Ligure startte op 12 augustus 1957 met de treinnummers TEE 593 voor het deel Milaan - Genua, TEE 594 voor Genua - Ventimiglia en TEE 156 voor Ventimiglia - Marseille. Voor de terugweg werden de treinnummers TEE 151 voor Marseille - Ventimiglia, TEE 595 voor het deel Ventimiglia - Genua en TEE 596 voor het deel Genua - Milaan gebruikt. Vanaf 22 mei 1966 reed gedurende de zomer van 1966 een versterkingstrein met nummer TEE 603 van Nice naar Genua en nummer TEE 604 van Genua naar Milaan. Op 28 mei 1967 kreeg de trein richting Marseille nummer TEE 28 en richting Milaan nummer TEE 27. De versterkingstrein van Nice naar Milaan reed ook in de zomers van 1967 en 1968, maar nu onder nummer TEE 203 van Nice naar Genua en TEE 204 van Genua naar Milaan. Vanaf 23 mei 1971 kreeg ook de TEE Ligure te maken met de Europese nummering, maar de nummer wijziging in Genua keerde weer terug. De trein reed onder nummer TEE 45 van Milaan naar Genua en van Genua naar Avignon onder nummer TEE 46. De terugweg begon als TEE 47 van Avignon naar Genua en, na het kopmaken in Genua, werd de rit als TEE 48 voltooid.

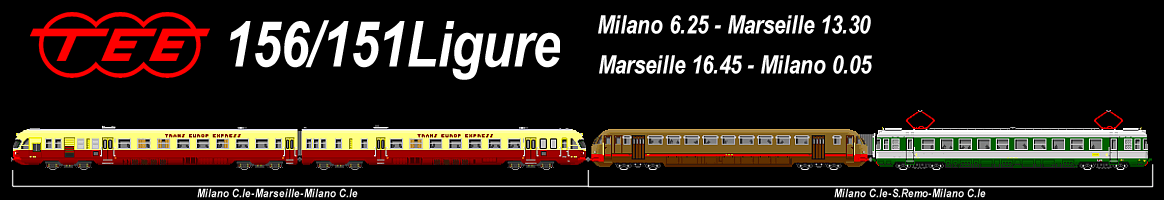
TEE Ligure met versterking

### Rollend materieel
In augustus 1957 werd gestart met de ALn 442-448 treinstellen van de FS op het traject Milaan - Marseille. De trein was op deze route een groot succes in 1966 werd besloten tot de inzet van een versterkingstrein in de zomer. Vanaf 1 juni 1969 werd structureel gereden met twee gekoppelde Aln 442-448 treinstellen. Op 1 oktober 1972 werd ook voor de Ligure overgeschakeld op elektrische tractie en getrokken rijtuigen.

#### Tractie
De FS reed met haar E 444 (schildpad) tussen Milaan en Ventimiglia.

#### Rijtuigen
De rijtuigen waren van de Gran Conforto-serie van FIAT. Deze waren voor de internationale - lees TEE - dienst voorzien van een generatorrijtuig waarin een omvormer was geplaatst voor de stroomvoorziening van het boordnet. Daarnaast waren zowel salon- als coupérijtuigen en een restauratierijtuig aanwezig.

### Route en dienstregeling
Tussen Cannes en Milaan volgt de Ligure de route van de CIWL trein Milano-Nizza Express uit 1925. De TEE reed aanvankelijk het traject Milaan - Marseille. Op 1 juni 1969 is het traject verlengd tot Avignon waar rond 15:00 uur de TEE-Catalan Talgo in beide richtingen passeerde, zodat de reizigers tussen beide treinen konden overstappen.
Let op dat het destijds in Italië een uur later was dan in Monaco en Frankrijk.
| TEE 47/48 | land      | station                | km  | TEE 45/46 |
| --------- | --------- | ---------------------- | --- | --------- |
| 15:30     | Frankrijk | Avignon                | 0   | 14:47     |
| 16:38     | Frankrijk | Marseille St Charles   | 121 | 13:34     |
| 17:16     | Frankrijk | Toulon                 | 188 | 12:52     |
| 18:08     | Frankrijk | St. Raphael            | 282 | 12:02     |
| 18:30     | Frankrijk | Cannes                 | 315 | 11:41     |
| 18:39     | Frankrijk | Antibes                | 326 | 11:32     |
| 18:55     | Frankrijk | Nice Ville             | 346 | 11:19     |
| 19:12     | Monaco    | Monaco Monte Carlo     | 362 | 11:05     |
| 20:30     | Italië    | Ventimiglia            | 381 | 11:45     |
| 20:48     | Italië    | San Remo               | 397 | 11:33     |
| 21:10     | Italië    | Imperia                | 420 | 11:12     |
| 22:05     | Italië    | Savona                 | 489 | 10:09     |
| 22:42     | Italië    | Genova Piazza Principe | 532 | 09:32     |
| 00:20     | Italië    | Milano Centrale        | 683 | 07:55     |

## InterCity
Op 22 mei 1982 is de Ligure omgezet in een Intercity met twee klassen. In plaats van 8 stations werden op het ingekorte traject Nice - Milaan nu 16 stations bediend. Toen vijf jaar later het EuroCity-net van start ging voldeed de Ligure niet aan de toelatingscriteria, pas op 12 september 2004 mocht de Ligure als EuroCity rijden.

## EuroCity
Als EuroCity reed de Ligure als EC 141 van Milaan naar Genua en daarna als EC 142 van Genua naar Nice. De trein uit Nice begon als EC 147 naar Genua en reed als EC 148 van Genua naar Milaan. De trein reed niet dagelijks.

### Route en dienstregeling
| EC 141 | land                                  | station                               | km                                    | EC 148 |
| ------ | ------------------------------------- | ------------------------------------- | ------------------------------------- | ------ |
| 07:10  | Italië                                | Milano Centrale                       | 0                                     | 22:50  |
| 07:35  | Italië                                | Pavia                                 |                                       | 22:25  |
| 07:51  | Italië                                | Voghera                               |                                       | 22:06  |
| 08:42  | Italië                                | Genova Piazza Principe                | 151                                   | 21:19  |
| EC 142 | Nummerwijziging bij kopmaken in Genua | Nummerwijziging bij kopmaken in Genua | Nummerwijziging bij kopmaken in Genua | EC 147 |
| 08:55  | Italië                                | Genova Piazza Principe                | 151                                   | 21:06  |
| 09:28  | Italië                                | Savona                                | 194                                   | 20:34  |
| 09:41  | Italië                                | Finale Ligure Marina                  | 217                                   | 20:17  |
| 10:02  | Italië                                | Albenga                               | 235                                   | 20:03  |
| 10:10  | Italië                                | Alassio                               | 241                                   | 19:56  |
| 10:23  | Italië                                | Diano Marina                          | 256                                   | 19:40  |
| 10:32  | Italië                                | Imperia P.M.                          | 263                                   | 19:32  |
| 10:50  | Italië                                | San Remo                              | 286                                   | 19:15  |
| 11:06  | Italië                                | Bordighera                            | 297                                   | 19:05  |
| 11:07  | Italië                                | Ventimiglia                           | 302                                   | 18:56  |
| 11:37  | Frankrijk                             | Menton                                | 312                                   | 18:30  |
| 11:47  | Monaco                                | Monaco Monte-Carlo                    | 321                                   | 18:20  |
| 12:01  | Frankrijk                             | Nice                                  | 337                                   | 18:05  |

De Ligure had iets meer dan vijf jaar als EuroCity gereden toen hij op 13 december 2009 uit de EC-dienstregeling werd genomen.